# Campanha das Quatro Pragas

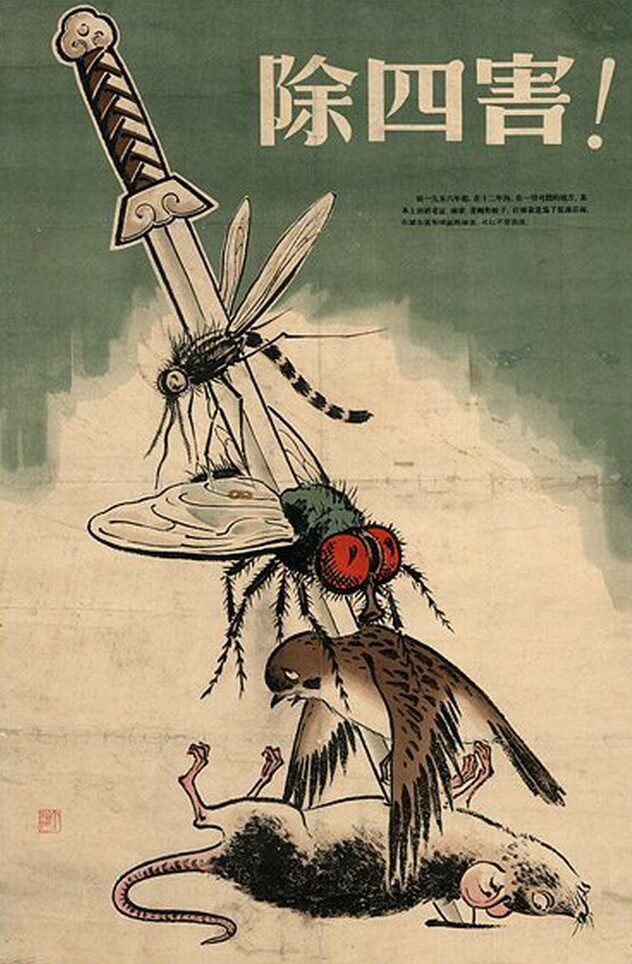
Pôster de 1958, 'Exterminar as quatro pragas!'

A Grande Campanha dos Pardais (chinês: 打麻雀运动, pinyin: Dǎ Máquè Yùndòng), também conhecida como Campanha Mate um Pardal (chinês: 消灭麻雀运动, pinyin: Xiāomiè Máquè Yùndòng),  e oficialmente, a Campanha das Quatro Pragas foi uma das primeiras ações tomadas no Grande Salto Adiante de 1958 a 1962. As quatro pragas a serem eliminadas eram ratos, moscas, mosquitos e pardais. O extermínio deste último perturbou o equilíbrio ecológico, e permitiu a proliferação de insetos que destruíram as colheitas. Sendo uma das causas da Grande Fome Chinesa.

## A Campanha

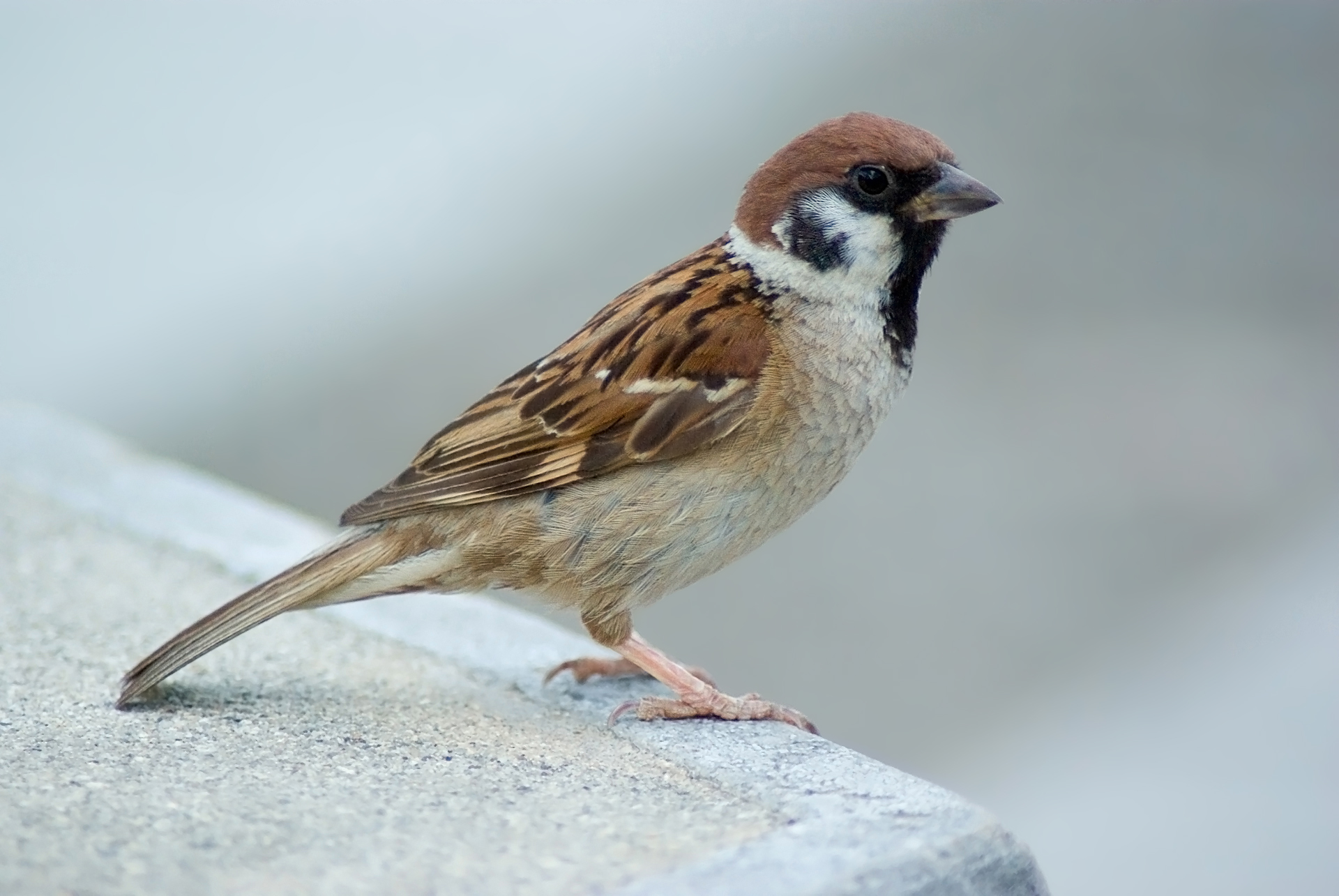
Por ordem do Presidente Mao, os pardais foram mortos pelos camponeses, causando um grande desequilíbrio ecológico no meio ambiente

A campanha contra as "Quatro Pragas" foi iniciada em 1958 como uma campanha de higiene por Mao Tsé-Tung, que identificava a necessidade de exterminar os mosquitos, moscas, ratos e pardais. Os pardais - principalmente o pardal-montês da Eurásia - foram incluídos na lista porque comiam sementes de grãos, roubando do povo os frutos do seu trabalho, em sua concepção, considerando que “os pássaros são animais públicos do capitalismo”. As massas da China foram mobilizadas para erradicar os pássaros, e os cidadãos se organizavam em grupos e batiam em panelas, frigideiras ou tambores para assustar as aves de pousar, forçando-as a voar até caírem do exaustão do céu. Os ninhos dos pardais eram derrubados, os ovos foram quebrados, e filhotes foram mortos. Além disso, os pardais e outros pássaros também eram abatidos dos céus com tiros. A campanha resultou na quase extinção das aves na China. Recompensas e reconhecimentos não materiais foram oferecidos às escolas, unidades de trabalho e órgãos do governo, de acordo com o volume de pragas que tinham matado.
Na madrugada de um dia da semana passada, a matança de pardais começou em Pequim, continuando uma campanha que já dura meses no campo. A objeção aos pardais é que, como o resto do povo da China, eles estão com fome. Eles são acusados de bicar suprimentos em armazéns e arrozais a uma taxa oficialmente estimada de dois quilos de grãos por pardal por ano. E assim as divisões de soldados espalharam-se pelas ruas de Pequim, seus passos amortecidos por chinelos com sola de borracha. Alunos e funcionários em túnicas de gola alta e alunos carregando potes e panelas, conchas e colheres tomaram seus lugares em silêncio. A força total, de acordo com a Rádio Pequim, era de 3.000.000.
Mikhail Klochko, um especialista soviético que serviu como conselheiro da República Popular da China durante a década de 1960, em seu livro de 1964, Soviet Scientist in China, relata:
A campanha contra as quatro pragas começou antes de eu chegar a Pequim. Durante meus primeiros dias na cidade, fiquei impressionado com os grandes cartazes com a imagem de uma mulher em uniforme militar, uma senhora solene e autoritária que apontava severamente as imagens de um rato, um pardal, uma mosca e um mosquito, quatro dos quais foram riscados com grossas barras vermelhas, o que significava que o governo e o Partido clamavam pelo seu extermínio ... Vários dias depois ... Fui acordado de manhã cedo pelos gritos horripilantes de uma mulher. Correndo para a minha janela, vi uma jovem correndo de um lado para outro no telhado do prédio ao lado, agitando freneticamente uma vara de bambu com um grande lençol amarrado a ela. De repente, a mulher parou de gritar, aparentemente para recuperar o fôlego, mas um momento depois, descendo a rua, um tambor começou a bater, e ela retomou seus gritos horríveis e o agitar louco de sua bandeira peculiar. Isso continuou por vários minutos; então a bateria parou e a mulher ficou em silêncio. Notei que em todos os andares superiores do hotel mulheres vestidas de branco agitavam lençóis e toalhas que deveriam impedir que os pardais pousassem no prédio.
Em abril de 1960, os líderes chineses perceberam, devido à influência do ornitólogo Tso-hsin Cheng, que os pardais comiam uma grande quantidade de insetos, bem como grãos. Ao invés do esperado, a produção de arroz após a campanha declinou substancialmente. Mao ordenou o final da campanha contra pardais, substituindo-os por percevejos na campanha em curso contra as Quatro Pragas. Por esta altura, no entanto, já era tarde demais. Sem pardais para comê-los, as populações de gafanhotos dispararam,  e agravou-se os problemas ecológicos já causados pelo Grande Salto Adiante, incluindo o desmatamento generalizado e o mau uso de venenos e pesticidas. O desequilíbrio ecológico conduz a exacerbação da Grande Fome Chinesa, em que entre 15 e 45 milhões de pessoas morreram de fome.